# Salernitana Tuy (Venezuela)
La Salernitana Tuy (llamada también "Salernitana del Tuy") fue un equipo profesional del fútbol venezolano.

## Historia
El equipo fue fundado en el 2003 por Italianos originarios de la provincia de la ciudad del sur de Italia llamada  Salerno. El equipo de la Salernitana del Tuy fue creado en Ocumare del Tuy, estado Miranda, para la numerosa comunidad italiana residente en esta ciudad venezolana. Su nombre estaba relacionado con el equipo italiano Salernitana FC.
El equipo jugaba en el estadio "EFRÉN RODRÍGUEZ" de Ocumare y participó en el campeonato (3) 2003-2004 de la Liga de Futbol de Venezuela (Federación Venezolana de Fútbol)
El torneo (ganado por la "Hermandad Gallega de Valencia") fue bastante positivo pare el equipo, que llegó de quinto y jugó junto con:
- 1.Hermandad Gallega de Valencia
- 2.Ban Valor FC
- 3.Deportivo Miranda F.C.
- 4.Yaritagua FC
- 5.Salernitana del Tuy
- 6.Academia Maracay

El equipo estaba asociado con el Deportivo Italia de Caracas y recibió algunos jugadores de este equipo como refuerzos en el 2004.
Por razones financiarias la Salernitana del Tuy fue anulada, quedando declarada en quiebra en el 2005. Casi todos sus jugadores fueron transferidos al Deportivo Italia de Caracas.